# Daniel Batista Lima
Daniel Batista Lima (gr. Ντανιέλ Μπατίστα Λίμα; ur. 9 września 1964 w São Vicente) – grecki piłkarz pochodzący z Republiki Zielonego Przylądka występujący na pozycji napastnika. Trener piłkarski.

## Kariera klubowa
Batista zawodową karierę rozpoczynał w 1986 roku w greckim Ethnikosie Pireus. Jego graczem był przez trzy lata. W 1989 roku przeszedł do AEK Ateny. W tym samym roku zdobył z nim Superpuchar Grecji. Następnie, w 1990 roku wraz z zespołem wygrał rozgrywki Pucharu Ligi Greckiej, a w 1992 roku wywalczył z nim mistrzostwo Grecji.
W 1992 roku Batista odszedł do Olympiakosu. W tym samym roku zdobył z nim Superpuchar Grecji. W 1995 roku wywalczył z nim natomiast wicemistrzostwo Grecji. W tym samym roku wrócił do AEK Ateny. W 1996 roku wygrał z nim Puchar Grecji, a także Superpuchar Grecji. W 1997 roku ponownie zdobył z klubem Puchar Grecji.
W 1999 roku Batista przeniósł się do Arisu Saloniki. Przez dwa lata w jego barwach rozegrał pięć spotkań. W 2001 roku zakończył karierę.

## Kariera reprezentacyjna
W reprezentacji Grecji Batista zadebiutował 12 października 1994 roku w wygranym 4:0 meczu eliminacji Mistrzostw Europy 1996 z Finlandią, w którym strzelił także gola. W latach 1994–1996 w drużynie narodowej rozegrał 14 spotkań i zdobył dwie bramki. Był pierwszym w historii czarnoskórym piłkarzem grającym w reprezentacji Grecji.